# Herse (maan)
Herse, systematisch S/2003 J 17, is een maan van Jupiter die is ontdekt door Brett J. Gladman et al. De maan is ongeveer 2 kilometer in doorsnede en draait om Jupiter met een baanstraal van 23,408 Gm in 734,52 dagen. De maan kreeg de naam Herse op 11 november 2009 (naar Herse). 